# 행성과학
행성과학(行星科學, planetary science), 또는 행성학(行星學, planetology)은 지구를 포함한 행성, 달, 행성계, 특히 태양계와 이들을 이루는 과정을 연구하는 학문이다.
학제간 연구 분야로서, 원래는 천문학과 지구과학에서 발전한 것이지만 현재는 행성천문학, 행성지질학(지구화학과 지구물리학을 함께 아우름), 대기과학, 해양학, 수문학, 이론행성학, 빙하학, 외계 행성의 연구를 포함한 수많은 분야를 포함하고 있다.
관련이 있는 학문 분야로는 우주물리학(태양이 태양계 천체에 미치는 영향과 관련되어 설명할 때)과 우주생물학이 있다.
행성 과학에는 상호 연관된 관측 및 이론적 분야가 있다. 관측 연구는 우주 탐사, 주로 원격탐사을 이용한 로봇 탐사선 임무와 지구 실험실에서의 비교 실험 작업의 조합을 포함한다. 이론적 구성 요소는 상당한 컴퓨터 시뮬레이션과 수학적 모델링을 포함한다. 
행성 과학자들은 일반적으로 대학 또는 연구 센터의 천문학 및 물리학 또는 지구 과학 부서에 위치하지만, 전 세계적으로 여러 순수 행성 과학 기관이 있다. 일반적으로 행성 과학자들은 대학원 수준에서 지구 과학, 천문학, 천체 물리학, 지구 물리학 또는 물리학 중 하나를 연구하고 행성 과학 분야에 연구를 집중한다. 매년 여러 주요 학회가 열리고 광범위한 피어리뷰 저널이 있다. 일부 행성 과학자들은 개인 연구 센터에서 일하고 종종 파트너십 연구 과제를 시작한다.

## 같이 보기
- 월리학

## 참조
1. 1 2  Taylor, Stuart Ross (2004년 7월 29일). “Why can't planets be like stars?”. 《Nature》 430 (6999): 509. Bibcode:2004Natur.430..509T. doi:10.1038/430509a. PMID 15282586.